# Kanato de Astracán
El Kanato de Astracán, también escrito Astrakán, fue un estado feudal tártaro creado a raíz de la caída y desintegración de la Horda Dorada. Su existencia abarcó los siglos XV y XVI y se localizó en el área adyacente a la desembocadura del río Volga, donde actualmente se encuentra la moderna ciudad de Astracán.
Majmud de Astracán fue quien fundó el Kanato cerca del año 1460. Su territorio comprendía la porción occidental del valle bajo del Volga, así como su delta —lo que corresponde a mucho de lo que actualmente es el óblast de Astracán y la llanura esteparia que se encuentra al suroeste de la ribera del Volga en lo que hoy es Calmuquia—; limitaba al sureste con el mar Caspio y al oeste con el Kanato de Crimea. Su capital era la ciudad de Kayitarkán (“Xacitarxan”, escrito en tártaro), también conocida como Astracán en las crónicas rusas; actualmente se encuentra a 12 kilómetros de la moderna ciudad.

## Demografía y sociedad
La mayor parte de la población del Kanato de Astracán eran tártaros astracanos y nogayos. Los mercaderes mantenían rutas comerciales entre Moscovia, Kazán, Crimea, el Asia Central y la región transcaucásica.
La nobleza estaba jerarquizada en rangos feudales que, de mayor a menor, eran: el kan, los sultanes, beyes y mirzás (:en:Mirza (name)). El resto de la población, los plebeyos, eran conocidos como "pueblo negro" (qara xalıq). La religión del Estado era el islam.
[[]]

## Historia

### Antecedentes
El territorio que bordea la desembocadura del Volga fue poblado por varias tribus tártaras, como los jázaros, al menos desde el siglo V. Con posterioridad a la invasión oriental de los mongoles y la fragmentación del Imperio jázaro, esta región pasó a ser parte de la Horda Dorada, cuyo imperio también se arruinó por la guerra civil.

### Estado independiente
En 1459, fue fundado el kanato de Astracán, como un estado autónomo, por un noble llamado Majmud, quien se proclamó kan; fue sucedido por su hijo Qasim I. Sin embargo, la plena independencia del kanato no se obtuvo, sino hasta comienzos del siglo XVI, cuando se derrotó a la Gran Horda en 1502. Hasta entonces, los kanes de Astracán habían sido vasallos de los gobernantes de Sarái.
La ubicación de Astracán en la desembocadura del Volga, como una encrucijada de importantes rutas comerciales, permitió la acumulación de importantes riquezas. Sin embargo, esto también atrajo la atención de sus vecinos y la de las belicosas tribus nómadas, quienes sometieron al kanato a numerosas invasiones. Meñli I Giray, el kan de Crimea que arrasó la capital de la Gran Horda de Sarái Batu, asoló Astracán.
En la década de 1530, Astracán tomó parte, como aliado del Kanato de Crimea y de la Horda de Nogay, en una campaña contra Moscovia. Más tarde, entró en conflicto con sus antiguos aliados tártaros.

### Conquista rusa
En 1552, el zar Iván el Terrible capturó Kazán, poco después un partido pro-moscovita se hizo del poder en Astracán. Iván IV despachó soldados al kanato y entronizó en 1554 a Darwish Kan como un gobernante vasallo. Los nobles y nogayos simpatizantes de los moscovitas mostraron su apoyo a las tropas rusas acantonadas en sus tierras.
Una vez que la amenaza de ataque por parte de Crimea hubo pasado, Darwish Kan conspiró con los crimeos para expulsar a los rusos de sus dominios. Fue entonces que Iván IV envió a su ejército de streltsí y cosacos a someter y conquistar el kanato, cometido que se cumplió en el año 1556, al sucumbir Astracán ante la invasión. Kayitarkán fue sitiada e incendiada, y el kanato, abatido y anexado a Rusia. No obstante, Darwish Kan logró escapar al castillo de Azov, bajo la protección de los turcos.

### Acontecimientos posteriores
Después de la caída de su kanato, los tártaros fueron invadidos por los calmucos, quienes desplazaron a los nogayos del Volga. Muchos nogayos terminaron en Kazajistán y Daguestán; sin embargo, aproximadamente 70 000 tártaros astracanos aún viven en la actualidad en el Óblast de Astracán.

## Lista de kanes de Astracán
Durante su existencia (de 1459 a 1556), el kanato de Astracán fue gobernado por los siguientes kanes:
- 1459-76 — Mahmud (Seid-Mäxmüd), hijo de Kichi Mohammed;
- 1476-95 — Qasim I
- 1495-1514 — Abdul-Kerim
- 1514-21 — Yanibek
- 1521-? — Hussein
- ?-? — Sheih-Ahmed
- ?-1532 — Qasim II
- 1532-33 — Aq Kubek (1ª vez);
- 1533-37 — Abdul-Rahman (1ª vez);
- 1537-39 — Darwish Alí (1ª vez);
- 1539-45 — Abdul-Rahman (2ª vez);
- 1545-46 — Aq Kubek (2ª vez);
- 1546-47 — Yamgurchi  (1ª vez);
- 1547-50 — Aq Kubek (3ª vez);
- 1550-54 — Yamgurchi (2ª vez);
- 1554-56 — Darwish Alí (2ª vez);